# Eretis
Eretis is een geslacht van vlinders van de familie dikkopjes (Hesperiidae), uit de onderfamilie Pyrginae.

## Soorten
- E. buamba Evans, 1937
- E. camerona Evans, 1937
- E. djaelaelae (Wallengren, 1857)
- E. lugens (Rogenhofer, 1891)
- E. melania Mabille, 1891
- E. mitiana Evans, 1937
- E. mixta Evans, 1937
- E. plistonicus (Plötz, 1879)
- E. rotundimacula Mabille & Boullet, 1916
- E. umbra (Trimen, 1862)
- E. vaga Evans, 1937